# Вікторів
Ві́кторів — село в Україні, в Івано-Франківському районі Івано-Франківської області. Населення становить 1649 осіб. Входить до складу Галицької міської громади.

## Розташування
Тягнеться село від місця впадіння Луквиці в Лукву.
Торкнувшись одним краєм села границь сусідньої Височанки та охопивши обидва береги Луквиці, на 9 кілометрів із південного заходу на північний схід, аж до меж сучасного Крилоса простягається Вікторів — одне з найдовших сіл Івано-Франківського району.

## Назва
Походження назви села Вікторів на сьогодні залишається ще до кінця не з'ясованим. Дослідники наводять нам кілька версій-здогадок. Проте найбільш правдоподібною видається версія, що пов'язує заснування та назву села із ранньохристиянським монастирем, котрий знаходився на місці теперішнього Миколаївського храму у долішній частині села. Поселення, що виникло навколо чернечої обителі, отримало свою назву від імені монахів-вихторів, які займалися охороною західного шляху княжого Галича. І хоча археологи та історики доводять існування християнської святині на Миколаївській горі, на жаль, княжі літописці ніде не згадують поселення під такою назвою. Цілком можливо, що поселення охоронців монахів-вихторів розділило трагічну долю древнього Галича в період нападу монголо-татар.

## Історія
Про те, що територія села була заселена давніми людьми ще із праісторичних часів промовисто підтверджують археологічні дослідження та знахідки, віднайдені на його теренах. Добре прогріті береги річки Луквиці та численних потоків, що в неї впадають, густі ліси, риба та дичина здавна приваблювали на ці місця поселенців. Археологи встановили на території Вікторова сліди 11-ти різночасових людських культур та взяли на облік 46 археологічних пам'яток від часу пізнього палеоліту аж до княжого періоду. Отже, ще за кілька десятків століть до Христа на вікторівських пагорбах вирувало людське життя. В околицях Вікторова трипільський житель будував своє житло, ловив звіра і рибу та дбайливо обробляв землю. А в княжі часи тут жили щедрі талантами люди, які творили красу на землі та камені, склі та бронзі і водночас захищали галицьку столицю від ворожих нападів.
Перша письмова згадка про село Вікторів датується пізнім середньовіччям і відноситься до 1558 року. Про заснування поселення повідомляється в люстрації Галицького староства за 1565 рік: «…житла поселенців Вікторова знаходились під лісом над річкою за півмилі від Галича. Перші осадники, яких разом із священиком нараховувалось 13 чоловік, звільнялися від сплати податків на 11 років…» Отже, дане джерело повідомляє про перших осадників-поселенців Вікторова, називає їхні прізвища та наявність священика. Також: документи свідчать, що від 1558 року й до першого поділу Польщі у 1772 році, Вікторів адміністративно належав галицьким старостам.
Впродовж: своєї історії село дарувало славні імена, колоритні постаті та цікаві події. Усередині XVII століття, під час визвольної боротьби нашого народу проти Польщі під проводом Б. Хмельницького, Вікторів породив для української історії селянського-козацького провідника Семена Височана, який організовує на Прикарпатті найбільший повстанський загін, відомий під назвою «армія Височана». За свій організаторський та військовий талант полковник був прозваний ще тодішніми польськими істориками «малим Хмельницьким землі Галицької». А кілька років раніше його батько Гнат Височан засновує слободу Височанову, теперішнє село Височанка. Збереглися відомості, що керівником одного із загонів Височана був вікторівський священик о. Грига. Очевидним видається факт і страшної розправи над жителями Вікторова та над родиною самого Височана, оскільки в подальшому такого прізвища в селі не віднаходимо. Так, у виданні археографічної комісії НТШ у Львові «Жерела до історії України-Руси» т.5 читаємо: «Станіслав Потоцький, подільський воєвода і коломийський староста, заявляє 11 червня 1649 року про спустошення і вилюднення Устічка й околиці, та сіл: Ямниця, Викторів, Тязів».
Мабуть, нелегко було відродити село після такої руйнації. Однак аналіз зростання населення сіл Галицького району у XVIII—XIX століть засвідчує швидке збільшення мешканців Вікторова, особливо у XIX столітті Для прикладу, у 1832 році в селі мешкало 1160 осіб, у 1913 році — 2647 осіб. У XIX столітті доброї слави у Вікторові зажив народний захисник Григорій Медвідь.
Після окупації Польщею Західноукраїнської Народної Республіки в 1919 році був сільською ґміною Станиславівського повіту Станиславівського воєводства, після укрупнення ґмін з 1 серпня 1934 року село належало до гміни Боднарів, а з 15 липня 1935 року підлягало також постерунку поліції в Боднарові. Політиці полонізації у міжвоєнний період селяни протиставили згуртування і підйом національної свідомості, бойкотували пропольських зрадників, проти чого влада кинула всі сили і репресувала активістів. Однак Іван Петрович Савчук ухилився навесні 1939 року від тримісячного ув’язнення, мовлячи, що восени буде війна, а влітку може переховуватися в лісі.
Під час Другої світової війни і протягом наступного десятиріччя жителі села брали активну участь у русі опору червоним окупантам в рядах ОУН і УПА. Пам'ять про полеглих героїв живе в серцях нащадків, вони відновили бункер, у якому 14 лютого 1951 року загинули троє повстанців.

## Пам'ятки
Церква перенесення мощей св. Миколая (1873) належить до Галицького благочиння Івано-Франківської єпархії УАПЦ.

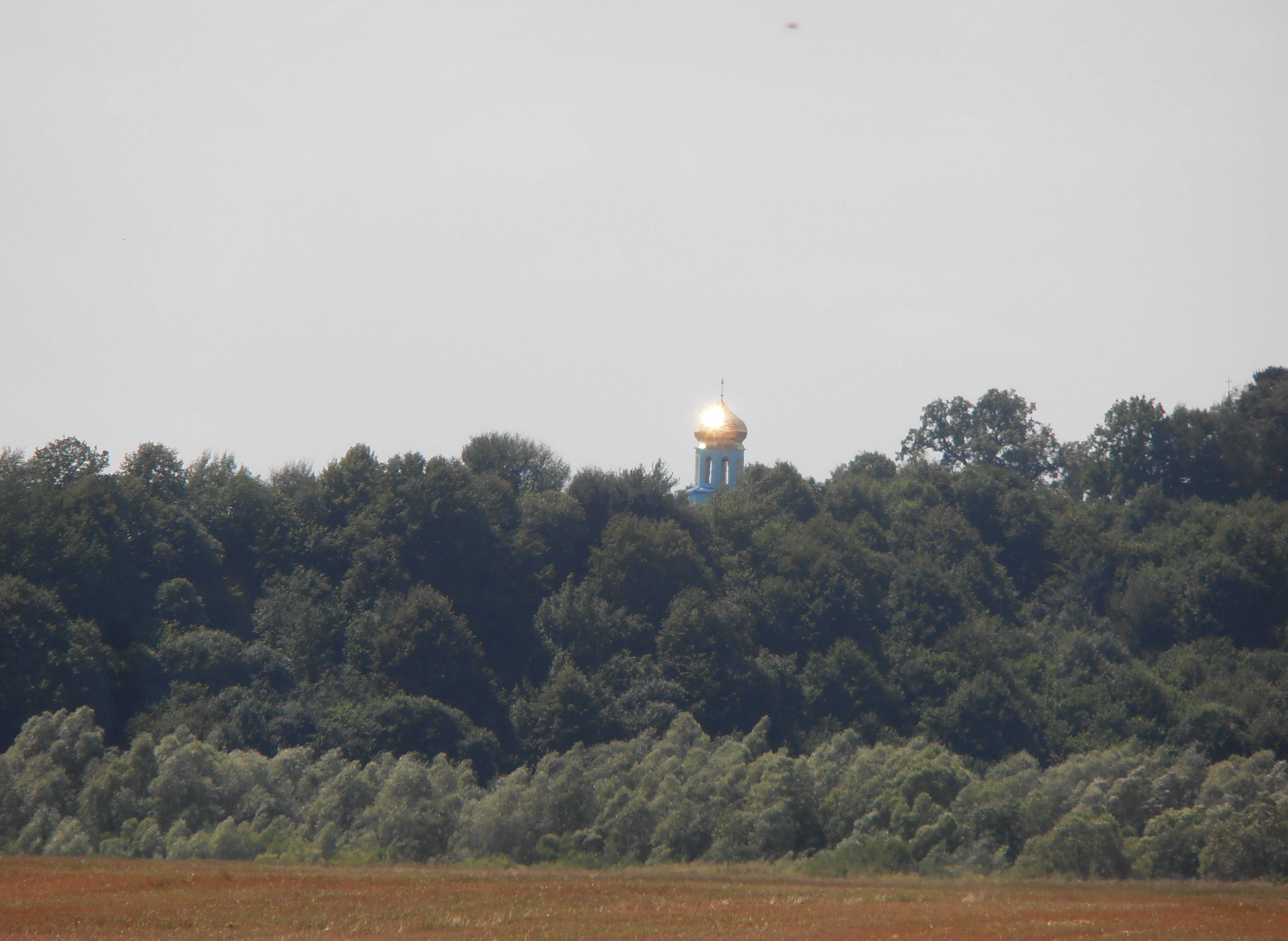
Дзвіниця

## Сучасність
- Амбулаторія[8]
- Школа[9]
- Дитсадок[10]
- Бібліотека[11]

## Люди, пов'язані з Вікторовом
- Базилевич Анатоль (1887—1940) — — священик УГКЦ, капелан УГА.
- Височан Семен Гнатович — сподвижник Б. Хмельницького.
- Ковальчук Федір «Богун» — командир сотні УПА «Залізні».
- Когуч Павло Михайлович (псевдо «Павло») — командир сотень УПА «Заведії» і «Месники», керівник Станиславівського надрайонного проводу ОУН, лицар Бронзового хреста бойової заслуги УПА.
- Сербин Наталія — громадський діяч, голова Івано-Франківської міської організації політичної партії «Українська Галицька Партія».
- Сербин Роман — канадський історик і політолог українського походження.
- Денис Січинський — видатний український композитор і хоровий диригент, перший професор музики у Галичині, музично-громадський діяч, педагог. У 1901—1902 роках мешкав і творив у селі Вікторів.
- Мирослав Січинський — громадський діяч.[12]
- Пушик Степан Григорович (1944, с. Вікторів — 14.08.2018) — письменник, літературознавець, фольклорист, журналіст, культурний і громадсько-політичний діяч, кандидат філологічних наук, професор Прикарпатського університету імені Василя Стефаника та Київського національного університету імені Тараса Шевченка. Лауреат державної премії імені Тараса Шевченка, премій імені Василя Стефаника, Павла Чубинського, Мирослава Ірчана, О. Копиленка.
- Салига Тарас Юрійович (нар. 1942, с. Вікторів) — український письменник, журналіст, літературний критик, науковець, громадський діяч. Доктор філологічних наук, професор, завідувач кафедри української літератури імені академіка Михайла Возняка Львівського національного університету імені Івана Франка. Член правління Львівської обласної організації Спілки письменників України.
- Ткачівський Ярослав Васильович (нар. 1957, с. Вікторів) — український письменник, журналіст. Член Національної спілки письменників України.